# コルト・キース
コルテン・トーマス・キース（Colten Thomas Keith, 2001年8月14日 - ）は、アメリカ合衆国オハイオ州ゼインズビル出身のプロ野球選手（三塁手）。右投左打。MLBのデトロイト・タイガース所属。

## 経歴

### プロ入りとタイガース時代
2020年のMLBドラフト5巡目（全体132位）でデトロイト・タイガースから指名され、予定していたアリゾナ州立大学への進学を取りやめプロ入り。
2021年に傘下のルーキー級フロリダ・コンプレックスリーグ・タイガースでプロデビューし、シーズン途中にA級レイクランド・フライングタイガース、A＋級ウェストミシガン・ホワイトキャップスへ昇格。3チーム合計で65試合に出場して打率.286、2本塁打、32打点を記録した。
2022年はA＋級ウェストミシガンで41試合に出場して打率.301、9本塁打、31打点を記録した。
2023年はAA級エリー・シーウルブズで開幕を迎えた。6月26日にオールスター・フューチャーズゲームに選出された。
2024年1月28日にタイガースと6年総額2,864万2,500ドルの契約延長に合意した。オプションも含めれば最大9年契約となる。3月21日にタイガースの開幕ロースターに選出された。

## 詳細情報

### 年度別打撃成績
| 年 度    | 球 団    | 試 合 | 打 席 | 打 数 | 得 点 | 安 打 | 二 塁 打 | 三 塁 打 | 本 塁 打 | 塁 打 | 打 点 | 盗 塁 | 盗 塁 死 | 犠 打 | 犠 飛 | 四 球 | 敬 遠 | 死 球 | 三 振 | 併 殺 打 | 打 率 | 出 塁 率 | 長 打 率 | O P S |
| -------- | -------- | ----- | ----- | ----- | ----- | ----- | -------- | -------- | -------- | ----- | ----- | ----- | -------- | ----- | ----- | ----- | ----- | ----- | ----- | -------- | ----- | -------- | -------- | ----- |
| 2024     | DET      | 148   | 556   | 516   | 54    | 134   | 15       | 4        | 13       | 196   | 61    | 7     | 1        | 0     | 2     | 36    | 2     | 2     | 110   | 4        | .260  | .309     | .380     | .689  |
| MLB：1年 | MLB：1年 | 148   | 556   | 516   | 54    | 134   | 15       | 4        | 13       | 196   | 61    | 7     | 1        | 0     | 2     | 36    | 2     | 2     | 110   | 4        | .260  | .309     | .380     | .689  |

- 2024年度シーズン終了時

### 年度別守備成績
| 年 度 | 球 団 | 二塁（2B） | 二塁（2B） | 二塁（2B） | 二塁（2B） | 二塁（2B） | 二塁（2B） |
| 年 度 | 球 団 | 試 合      | 刺 殺      | 補 殺      | 失 策      | 併 殺      | 守 備 率   |
| ----- | ----- | ---------- | ---------- | ---------- | ---------- | ---------- | ---------- |
| 2024  | DET   | 133        | 194        | 309        | 12         | 68         | .977       |
| MLB   | MLB   | 133        | 194        | 309        | 12         | 68         | .977       |

- 2024年度シーズン終了時

### 背番号
- 33（2024年 - ）

### 記録
- オールスター・フューチャーズゲーム選出：1回（2023年）